# Tormund Giantsbane
Tormund Giantsbane er en fiktiv person i den amerikanske forfatter George R. R. Martins fantasyserie A Song of Ice and Fire og i HBOs filmatisering Game of Thrones. Der er ingen kapitler skrevet fra hans synspunkt, og han opleves derfor udelukkende fra Jon Snows synspunkt.
Han bliver introduceret i En storm af sværd (2000), og er en kendt wildling-leder og ledende officer for Mance Rayder, der er konge på den anden side af Muren. Han optræder efterfølgende i Martins A Dance with Dragons. Selvom han oprindeligt er ntagonist overfor Jon Snow og Night's Watch, så viser han sig senere at være en vigtig allieret i kampen mod White Walkers.
Tormund Giantsbane bliver spillet af den norske skuespiller Kristofer Hivju i HBO tv-serie. Hans portrættering blev godt modtaget af anmelderne.